# Guillermo de Orange (palomo)
Guillermo de Orange (William of Orange) fue un palomo soldado del MI14, una sección del Directorate of Military Intelligence (servicio secreto británico). Fue condecorado con la vigésimo primera Medalla Dickin por entregar un mensaje que salvó la vida de más de dos mil soldados en la Batalla de Arnhem en septiembre de 1944. El nombre oficial con el que figura en el registro militar es NPS.42.NS.15125. Recibió la medalla en mayo de 1945.
Las comunicaciones en esa batalla eran un problema para los aliados; las tropas alemanas habían rodeado a las fuerzas aerotransportadas y las comunicaciones no funcionaban. Guillermo de Orange fue lanzado por los soldados británicos a las 10:30 del 19 de septiembre de 1944 y llegó a su caja nido en Inglaterra a las 14:55. Voló más de cuatrocientos kilómetros y el mensaje que llevaba fue uno de los pocos que regresaron al Reino Unido. 
Fue criado por Sir William Proctor Smith de Cheshire y entrenado por el Army Pigeon Service of the Royal Signals. Smith lo compró fuera de servicio por 185 libras y diez años más tarde afirmó que Guillermo era «el abuelo de muchas excepcionales palomas mensajeras».